# Nicolas Cuche
Pour les articles homonymes, voir Cuche.
Nicolas Cuche est un réalisateur, scénariste et acteur français né le 23 août 1962 à Lyon.

## Biographie
Après un baccalauréat en spécialité littéraire, Nicolas Cuche se forme à l'art dramatique avec Francis Huster au cours Florent à Paris et au HB Studio à New-York.
Il débute en tant que comédien dans On a volé Charlie Spencer, de Francis Huster et dans La belle histoire de Claude Lelouch (1992).
Il réalise son premier film à 31 ans et se spécialise peu à peu dans les téléfilms.
Au cinéma, La chance de ma vie (2010) rencontre un succès populaire, tout comme Les Bracelets rouges pour la télévision en 2018.

## Filmographie

### Réalisations
- 1993 : Arène, court-métrage
- 1996 : Jojo la frite, court-métrage
- 1997 : Harcelées (TV)
- 1999 : Chambre n°13 (TV) - épisode Réveil difficile
- 2000 : Joséphine, ange gardien (TV)
- 2001 : Jojo la frite, long-métrage
- 2002 : Joséphine, ange gardien (TV)
- 2005 : La Bonne copine (TV)
- 2006 : David Nolande (TV)
- 2008 : Flics avec Annabelle Hettmann, Yann Sundberg et Guy Lecluyse (TV)
- 2009 : Le Chasseur (TV)
- 2010 : La Chance de ma vie
- 2012 : Inquisitio (TV)
- 2013 : Prêt à tout
- 2016 : Après moi le bonheur (TV)
- 2017 : Prof T. (TV)
- 2018 : Les Bracelets rouges (série TV)[2]
- 2018 : Deux gouttes d'eau (TV)
- 2020 : Pourris gâtés
- 2021 : L'ami qui n'existe pas (TV)
- 2023 : Lycée Toulouse-Lautrec (mini-série télévisée)[3],[4]
- 2023 : La Vie, l'amour, tout de suite (TV)
- 2023 : Panda, mini-série réalisée avec Jérémy Mainguy (mini-série télévisée)[5],[6],[7]
- 2025 : Lune de miel avec ma mère (Netflix)

### Scénarios
- 1995 : Quand je serai grand, mon père il sera policier, de Vincent Monnet
- 1995 : Une femme dans la nuit (TV)
- 1995 : Les Apprentis
- 1997 : La Vocation d'Adrienne (TV)
- 1998 : Charité biz'ness

### Acteur
- 1986 : On a volé Charlie Spencer, de Francis Huster
- 1992 : La belle histoire, de Claude Lelouch

## Publication
- Inquisitio, Michel Lafon, 2012  (ISBN 2-749-917-166)

## Distinctions
- 2019 : Prix spécial du jury - Lauriers de la radio et de la télévision, pour la série Les bracelets rouges[1]
- 2019 : Laurier de la fiction - Lauriers de la radio et de la télévision, pour Deux gouttes d'eau[1]
- 2006 : Festival de la fiction TV de Saint-Tropez 2006 : meilleure réalisation pour la série David Nolande[8]
- 1996 : Grand prix du court au Festival international du film d'humour de Chamrousse, pour le court-métrage Jojo La Frite[1]
- 1994 : Cheval d’argent et Prix de la presse du Festival de Larissa (Grèce), pour le court-métrage Arène[1]
- 1994 : Prix du meilleur scénario au Festival international des films culturels et pédagogiques pour la jeunesse de l’UNESCO, pour le scénario de Au cœur des toiles (FR3)[1]
- 1990 : Prix du meilleur scénario au Festival de la jeunesse de Cannes, pour le scénario de Immortels en périls réalisé par J.-B. Marinot[1]
- 1992 : Premier prix du Festival de la jeunesse de Cannes, pour le scénario de Scorpion réalisé par Florence Strauss[1]